# 16″/50 Mark 7
16″/50 Mark 7 — американское 406-мм 50-калиберное морское орудие Mark 7, принятое на вооружение в 1943 году. Артиллерийскими установками с этими орудиями были вооружены линкоры типа «Айова». Планировались к установке на линкоры типа «Монтана», но они не были построены.
Являлось дальнейшим развитием 406-мм орудия Mark 6, стоявшего на вооружении линкоров типов «Норт Кэролайн» и «Саут Дакота». Орудие Mark 7 является одним из лучших в мире артиллерийских орудий для линкоров. С бронебойным снарядом весом 1225 кг бронепробиваемость орудия практически сравнялась с таковой у японских 460-мм орудий, установленных на линкорах типа «Ямато». Для сохранения преимущества навесной траектории орудий Mark 6 был разработан специальный пониженный заряд пороха, при использовании которого баллистика нового 50-калиберного орудия становилась подобна баллистике орудия Mark 6.
Четыре линкора типа «Айова», вооружённые этим орудиями, вступили в строй уже под конец Второй мировой войны, и им не довелось встретиться в бою с линкорами противника. Основной областью применения орудий Mark 7 стала стрельба по наземным целям: 406-мм орудия обладали высокой разрушительной силой и потому применялись для обстрела береговых укреплений противника. «Айовы» оставались на службе более 50 лет, приняв участие во всех крупных вооружённых конфликтах с привлечением флота США. Орудия линкоров применялись в войне в Корее и Вьетнаме. После модернизации линкоров в 1980-х годах они приняли участие в локальных конфликтах — в гражданской войне в Ливане и войне в Персидском заливе.

## История проектирования
В 1930-х годах основополагающим планом действий американского флота против японского был так называемый «Оранжевый план». Согласно ему американский линейный флот должен был нейтрализовать японский. Американские теоретики считали, что в типичных для южной части Тихого океана условиях хорошей видимости бой будет происходить на дальних дистанциях. В этих условиях снарядами будут поражаться палубы, а не вертикальная броня. Для этого лучше подходят тяжёлые и сравнительно медленные снаряды. Стандартный 406-мм бронебойный снаряд Mk.5 весил 1016 кг. Американцы провели испытания утяжелённых на 20 и 40 % снарядов — массой соответственно 1225 и 1430 кг. Снаряд массой 1430 кг оказался склонным к разрушению при косом ударе о броню, и работы над ним прекратились. Работы над 1225-килограммовым снарядом привели к принятию на вооружение в 1939 году снаряда Mk.8. Новый снаряд был длиннее 406-мм снаряда Mk.5 и не мог быть использован в орудиях Mk.1 и системах подачи 406-мм установок орудий линкоров типа «Колорадо». Поэтому для вооружения двух новых линкоров типа «Норт Кэролайн» было разработано новое 45-калиберное 406-мм орудие Mk.6. Затем оно же было использовано для вооружения четырёх линкоров типа «Саут Дакота».
На этапе предварительного проектирования новых линкоров 1939 года (будущего типа «Айова») было принято решение разрабатывать их как «быстроходный» 33-узловой вариант «Саут Дакоты», но с тем же вооружением и защитой. По предварительным расчётам выходило, что рост стандартного водоизмещения составит не менее 8000 т. В процесс вмешался Генеральный совет флота, решивший, что за 6 узлов дополнительной скорости такая цена чрезмерна. Было принято решение вооружить новый линкор более мощными 50-калиберными орудиями. Первоначально предполагалось обойтись имевшимися на складах 406-мм 50-калиберными орудиями Mark 2, которые были изготовлены для отменённых дредноутов 1922 года. Решение об установке этих орудий было принято 14 апреля 1938 года. В дальнейшем, однако, проектировщики столкнулись с проблемой веса и ограничением по диаметру барбета установок главного калибра: нужно было уложиться в 45 000 т водоизмещения и в ограничение на ширину корабля, вызванное требованиями по прохождению Панамского канала
50-калиберные орудия были тяжелее 45-калиберных — только сами орудия давали дополнительные 400 т веса. При этом более тяжёлыми получались и сами установки под них — требовалось увеличить диаметра барбета с 11,35 м до 12 м. Суммарно это давало 1600 т дополнительного веса на установках и броне барбетов, ещё 400 т нужно было для усиления корпуса из-за большего размера «вырезов» в палубах. Проектное водоизмещение значительно превысило 45 000 т, и от Бюро вооружений потребовали уменьшить диаметр барбета и вес установок. Бюро вооружения согласилось уменьшить диаметр барбета до 11,35 м. Экономия в весе должна была составить 785 т. Предварительный проект нового линкора и установок для него был одобрен 2 июня Генеральным советом и в таком виде пошёл в дальнейшую работу.
В ноябре 1938 года чуть было не разразился скандал. Оказалось, что Бюро вооружений не может выполнить свои обещания и разработанные новые установки имели барбет в 11,89 м, а экономию веса можно обеспечить только за счёт отказа от ряда нововведений, применённых на 45-калиберных башнях. Разработчики бюро конструирования заявили, что не смогут вписать эти установки в свой проект и потребуется его значительная переработка. При этом по предварительным расчётам водоизмещение должно было превысить 45 155 т, что Генеральный совет считал недопустимым. Рассматривался даже вариант возврата к 45-калиберным орудиям. По счастью, Бюро вооружений «вспомнило» о собственной инициативной разработке нового 50-калиберного орудия. Это орудие было легче и меньше орудий Mark 2 и его можно было вписать в требуемые габариты. Этот вариант и пошёл в работу, получив в дальнейшем обозначение Mark 7. Детальные чертежи линкора и орудий с башнями были закончены к концу 1938 года.
17 мая 1939 года Конгресс США одобрил решение о строительстве первых двух линкоров нового типа с названиями ВВ-61 «Айова» и ВВ-62 «Нью-Джерси». 1 июля был заключён контракт с верфями ВМФ в Нью-Йорке и Филадельфии. 6 июля 1940 года Конгресс утвердил строительство ещё двух кораблей — ВВ-63 «Миссури» и ВВ-64 «Висконсин». Заказы были выданы 12 июня 1940 года тем же верфям. Сразу же после капитуляции Франции Конгресс утвердил новую кораблестроительную программу, предполагавшую создание «флота двух океанов». В рамках этой программы 9 сентября 1940 года были выданы заказы на ещё два линкора типа «Айова» — ВВ-65 «Иллинойс» и ВВ-66 «Кентукки», но они не были достроены.

## Конструкция

### Орудие Mark 7
Длина ствола орудия Mark 7 — 50 калибров (20,32 м). Ствол состоял из лейнера, внутренней трубы, фиксирующего кольца, трёх скрепляющих колец, двух стопорных колец, казённика и хомута в казённой части. При сборке скрепляющие кольца нагревались и за счёт теплового расширения увеличивался их диаметр. Нагретые кольца надевались на внутреннюю трубу ствола. После остывания кольца охватывали внутреннюю трубу, образуя прочную «скреплённую» конструкцию. Лейнер вставлялся с казённой части и стопорился специальным кольцом. Хомут соединялся с противооткатными устройствами. Для предотвращения омеднения (для увеличения живучести ствола) канал хромировался на глубину 0,0127 мм на длину в 17 526 мм от дульного среза. Существовала только одна модификация орудия — Mk.7 mod 0. Нарезку сделали постоянного шага 25 калибров на оборот. Всего было 96 нарезов.
Заряжание орудия — картузное. Каждое орудие устанавливалось в индивидуальную люльку. Орудия имели углы вертикального наведения от −5° до +45°. Заряжание осуществлялось при фиксированном угле возвышения +5°. Все приводы были электрогидравлическими. Для вертикального наведения каждый ствол имел привод от собственного электродвигателя мощностью 60 л. с. В состав орудийной сборки входили затвор, запальный механизм, эжектор и хомут. Поршневой затвор — системы Велина, качающийся, с открыванием вниз. Затвор оснащался пневматическим приводом, подшипниковой подвеской и обтюратором системы Банжа. В него также входил стреляющий механизм, в который вставлялся запал в медной гильзе. Запал представлял собой длинную трубку с дымным порохом, которая вставлялась в затвор в соответствующее гнездо перед выстрелом. Штатно стреляющий механизм срабатывал дистанционно от электрической системы спуска, но имелся также и резервный ручной ударный механизм. Затвор оснащался инерционными предохранителями от двойного заряжания, блокирующими открывание при нахождении снарядов и заряда в каморе. Поршень содержал 15 секторов — три гладких и 12 нарезных, четырёх диаметров. Сектора располагались тремя группами, каждая из которых охватывала треть окружности. Сначала шёл гладкий сектор минимального диаметра, потом шли нарезные с возрастанием диаметра от первого к третьему. Для открывания затвора достаточно было повернуть поршень на 24°. После выстрела ствол продувался воздухом под давлением в 175 psi, поступавшим из эжекторной системы.
Хомут представлял собой сборку в форме параллелепипеда в казённой части орудия, дополнительно играющую роль противовеса. К нему крепились противооткатные устройства, в состав которых входили два гидропневматических накатника и один гидравлический тормоз отката. Накатники располагались над орудием, крепясь штоками к люльке выше цапф. Тормоз крепился на нижней поверхности цилиндрической люльки. Между накатниками находился специальный дифференциальный цилиндр, обеспечивающий герметичность и надёжность работы гидропневматической системы наката.
| Характеристики 406-мм орудия Mark 7     | Характеристики 406-мм орудия Mark 7 |
| --------------------------------------- | ----------------------------------- |
| Обозначение                             | 16"/50 Mark 7                       |
| Дата разработки                         | 1939                                |
| Дата начала эксплуатации                | 1943                                |
| Калибр, мм                              | 406,4                               |
| Длина ствола, калибров                  | 50                                  |
| Масса орудия без затвора, кг            | 108 479                             |
| Масса орудия с затвором, кг             | 121 519                             |
| Длина ствола, мм                        | 20 320                              |
| Длина орудия, мм                        | 20 726                              |
| Длина нарезной части, мм                | 17 344                              |
| Длина каморы, мм                        | 2710                                |
| Объём каморы, дм³                       | 442,5                               |
| Количество нарезов                      | 96                                  |
| глубина нарезов                         | 3,81                                |
| Крутизна нарезов                        | Постоянная, 1 оборот на 25 калибров |
| Масса бронебойного снаряда, кг          | 1225                                |
| Полный заряд пороха                     | 299,4 кг SPD                        |
| Начальная скорость (новое орудие), м/с  | 762                                 |
| Начальная скорость (средний износ), м/с | 739                                 |
| Рабочее давление в стволе, кг/см²       | 2910                                |
| Живучесть ствола, ЭПЗ                   | 290—350                             |

### Башенные установки
1 — Бронированное боевое отделение (башня);
2 — Проушина для крепления орудия;
3 — Пол боевого отделения;
4 — Подкрепляющие переборки;
5 — Снарядный элеватор;
6 — Пол подбашенного отделения;
7 — Роликовый погон;
8 — Барбет;
9 — Фундамент башни (стационарный);
10 — Машинная палуба;
11 — Зарядные погреба;
12 — Пол снарядного перегрузочного отделения;
13 — Зарядное перегрузочное отделение;
14 — Зарядный элеватор;
15 — Прибойник;
16 — Вращающаяся структура башни;
17 — Вращающееся снарядное кольцо;
18 — Стационарное снарядное кольцо.
Все три башенные установки были практически идентичны по конструкции. Основное отличие между ними было в высоте подачной трубы, так как отличалось расстояние от пола боевого отделения до нижнего края вращающейся части, находившейся на уровне трюма. В состав каждой трёхорудийной установки входили: боевое отделение со вращающейся подбашенной частью (подачная труба), неподвижная конструкция, барбет, пороховые (зарядные) погреба и сопутствующее оборудование.
Боевое отделение, в просторечии «башня», представляет собой бронированную конструкцию, вращающуюся над барбетом. В боевом отделении находятся три отделения орудий в индивидуальных люльках, два наблюдательных и один дальномерный пост. Все эти отсеки отделены друг от друга пламенепроницаемыми переборками. Орудийные отделения продолжались вниз (при подъёме ствола казённая часть орудия опускалась ниже уровня пола боевого отделения) на следующий уровень, который назывался «машинной» палубой (англ. machinery flat). Здесь находились механизмы горизонтальной наводки. Электрогидравлический привод мощностью 300 л. с. обеспечивал скорость вращения башни на 4° в секунду. Подбашенное отделение опиралось на роликовый погон и к нему же крепилась центральная колонна подачной трубы. Роликовый погон представлял собой своего рода гигантский подшипник с 72 коническими роликами.

Перемещение снаряда между снарядными кольцами с помощью шпиля с силовым приводом

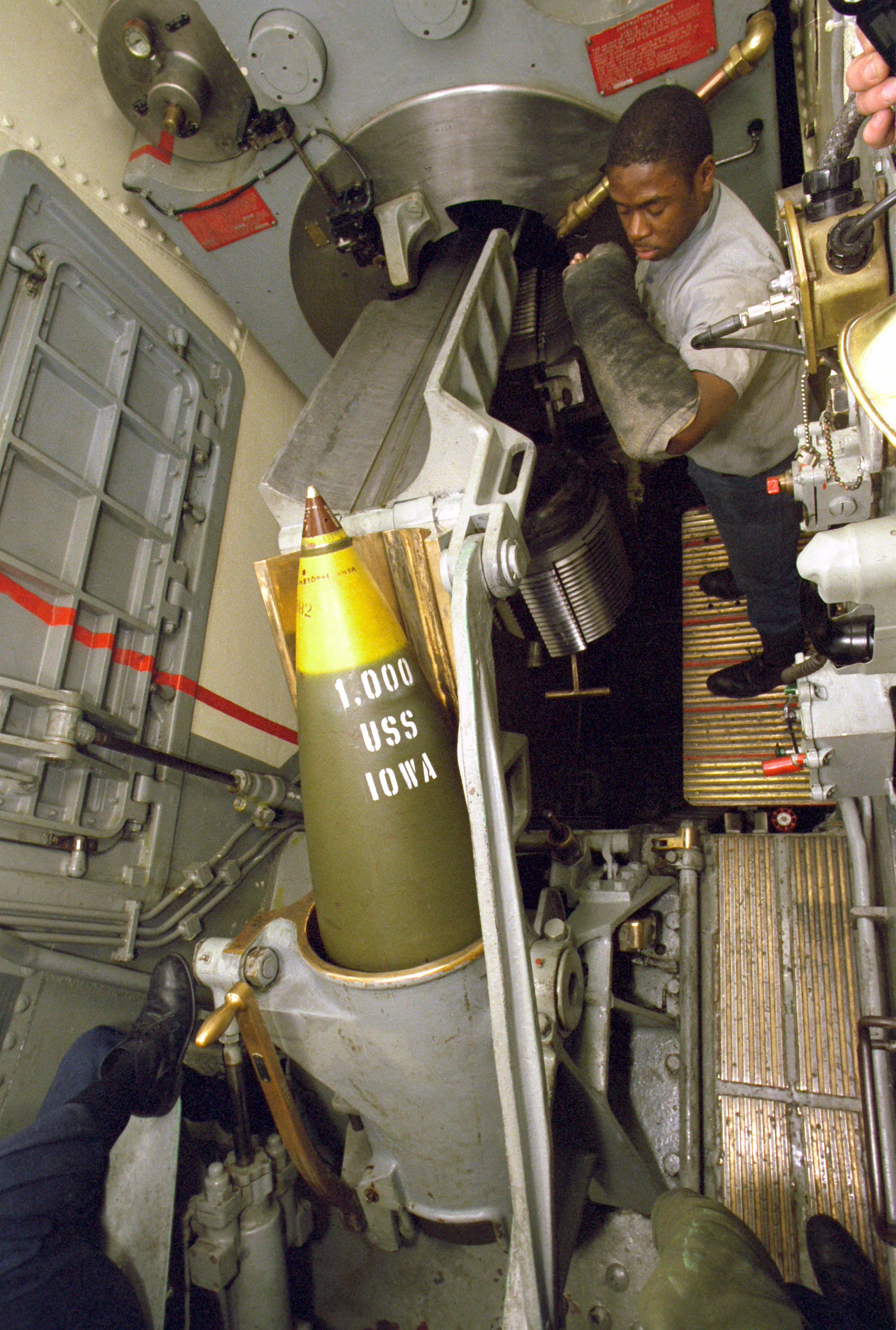
Гидроцилиндр устанавливает лоток со снарядом в горизонтальное положение для загрузки снаряда в камору

К подачной трубе крепились снарядные и зарядные подъёмники и вращающаяся часть двухуровневого снарядного перегрузочного отделения. Пол каждого уровня снарядного перегрузочного отделения состоял из трёх колец. Внутренним, ближним к подачной трубе, было вращающееся снарядное кольцо — конструкция с опорой на подачную трубу. Это кольцо могло свободно вращаться вокруг подачной трубы с помощью собственного привода. На нём находились и механизмы для перемещения снарядов — шпили с силовым приводом. Между внутренней стенкой барбета и вращающимся снарядным кольцом находилось третье — неподвижное снарядное кольцо. Центральное кольцо было жёстко зафиксировано на подачной трубе и вращалось вместе с ней. Именно к нему крепились снарядные подъёмники. Снаряды сначала с помощью шпиля перемещались на поворотную платформу, а потом поворотом платформы подавались к подачным трубам. Подъёмников было три, с индивидуальной подачей снарядов к каждому орудию. Центральный подъёмник был прямым, а боковые имели изогнутую форму. Привод каждого из подъёмников имел мощность 75 л. с. По подъёмнику снаряд подавался вертикально к орудию, а затем с помощью гидроцилиндра укладывался на лоток. Досылатель цепного типа имел привод мощностью 60 л. с.
Большинство снарядов хранились на этих подвижных и неподвижных кольцах. Возвышенная башня № II была выше на одну палубу, чем остальные, и в ней имелся третий нижний неподвижный уровень, на котором также хранились снаряды. Все снаряды располагались в вертикальном положении, стоя на дне, и каждый отдельно закреплялся на снарядном кольце. Перемещение снарядов между кольцами осуществлялось с помощью канатов с тягой от шпилей с силовым приводом. При такой схеме подача снарядов могла осуществляться как индивидуально к каждому орудию, так и одновременно. Всего башня № I была рассчитана на хранение 390, башня № II — 460 и башня № III — 370 снарядов. В их число входили и по 9 пристрелочных снарядов на башню. На уровне третьей палубы имелся сквозной коридор с монорельсом, который экипажи называли «Бродвей». Коридор соединял погреба всех трёх башен и с его помощью боезапас мог перемещаться от одной башни к другой. В районе поперечных переборок его перегораживали демонтируемые водонепроницаемые заглушки.
На нижнем уровне находились зарядные перегрузочные отделения и погреба для хранения пороховых зарядов. Всего насчитывалось 20 пороховых погребов — по шесть для башен № I и III и восемь для башни № II. Пороховые погреба находились на двух уровнях — первой и второй платформы. В каждой башне находилось три элеватора для перемещения пороховых зарядов между двумя уровнями. При перемещении зарядов использовалось много ручных операций, поэтому для удобства обращения с ним пороховой заряд был разбит на шесть частей. Каждая часть находилась в шёлковом картузе и по форме представляла собой «бочонок». С одного из торцов заряда находились подушечки с воспламенителем — дымным порохом. При загрузке в орудийную камору картузы должны были укладываться в определённом порядке — воспламенителем к затвору. Для удобства обеспечения такой раскладки торец с подушечками чёрного пороха был окрашен в красный цвет. В переборках между погребами и перегрузочным отделением находились люки-шлюзы с заслонками ковшевого типа. В башне № I таких люков было четыре, а в башнях № II и III — по шесть. Заряды через ковшевую заслонку передавались из погреба в перегрузочное отделение. Здесь полузаряды грузились в один из трёх двухуровневых зарядников-беседок, по шесть полузарядов в каждом. Заряды также подавались напрямую к орудиям с помощью трёх цепных подъёмников, работавших внутри закрытой со всех сторон шахты.
| Характеристики башенных установок для орудий Mark 7 | Характеристики башенных установок для орудий Mark 7 | Характеристики башенных установок для орудий Mark 7 |
| Носитель                                            | «Айова»                                             | «Монтана»                                           |
| --------------------------------------------------- | --------------------------------------------------- | --------------------------------------------------- |
| Количество орудий в башне                           | 3                                                   | 3                                                   |
| Количество башен                                    | 3                                                   | 4                                                   |
| Масса вращающейся части, т                          | 1728,4-1735,4                                       | ?                                                   |
| Диаметр погона, м                                   | 10,49                                               | 10,49                                               |
| Внутренний диаметр барбета, м                       | 11,35                                               | 11,35                                               |
| Расстояние между осями орудий, м                    | 3,1                                                 | 3,1                                                 |
| Длина отката, м                                     | 1,19                                                | 1,19                                                |
| Максимальная скорость подъёма стволов, °/сек        | 12                                                  | 12                                                  |
| Максимальная скорость вращения, °/сек               | 4                                                   | 4                                                   |
| Цикл стрельбы, сек                                  | 30                                                  | 30                                                  |
| Практическая скорострельность, в/мин                | 2                                                   | 2                                                   |
| Бронирование, мм                                    |                                                     |                                                     |
| лоб                                                 | 432 CLASS B+64 STS                                  | 457 CLASS B+114 STS                                 |
| боковые стенки                                      | 241 CLASS A+19 STS                                  | 254 CLASS A+19 STS                                  |
| задняя стенка                                       | 305 CLASS A+19 STS                                  | 305 CLASS A+19 STS                                  |
| крыша                                               | 184 CLASS A+19 STS                                  | 232 CLASS A+19 STS                                  |

### Описание цикла стрельбы
Подача снаряда
Орудие перед заряжанием устанавливалось на угол наклона, равный +5°, затвор откидывался вниз. Командир расчёта давал команду к заряжанию орудия. Снаряд поднимался в элеваторе на уровень оси орудия. При этом он входил в поворотный снарядный лоток. Лоток вместе со снарядом поворачивался из вертикального в горизонтальное положение. Снарядный лоток соединялся с зарядным лотком верхними краями, так что при виде сбоку они образовывали подобие буквы Λ. При «повороте» оба лотка разворачивались в горизонтальное положение, а зарядный входил внутрь казённика, предохраняя от повреждения нарезы поршневого кольца.
В боевом отделении находился цепной прибойник — толкатель в форме многозвенной цепи длиной 7,55 м. Прибойник заталкивал снаряд в камору, при этом лоток служил направляющей. Ведущий поясок снаряда должен был врезаться в начало нарезов, поэтому досылка снаряда в камору сопровождалась характерным лязгом. Прибойником управлял отдельный оператор, в ведении которого также находилось открытие и закрытие люков зарядного элеватора.
Досылание зарядов
Сбоку от орудия находилась шахта зарядного элеватора. Для правого орудия в башне он находился справа от орудия, для остальных — слева. Внутри элеватора уже находился пороховой двухуровневый зарядник с тремя картузами на каждом уровне. Напротив люка зарядного элеватора находился нижний уровень зарядника. Люк зарядного элеватора откидывался и своим верхним краем ложился на зарядный лоток. Образовывалась полка, по которой с порохового зарядника на загрузочный лоток перекатывались картузы. При этом два из них сдвигались вперёд, а один — назад, чтобы освободить место для следующей партии. Зарядник опускался и следующая тройка картузов перекатывалась на лоток. После этого все шесть картузов одним движением прибойника загонялись в камору. Перемещение зарядов должно было производиться на меньшее расстояние, поэтому ход зарядника автоматически ограничивался.

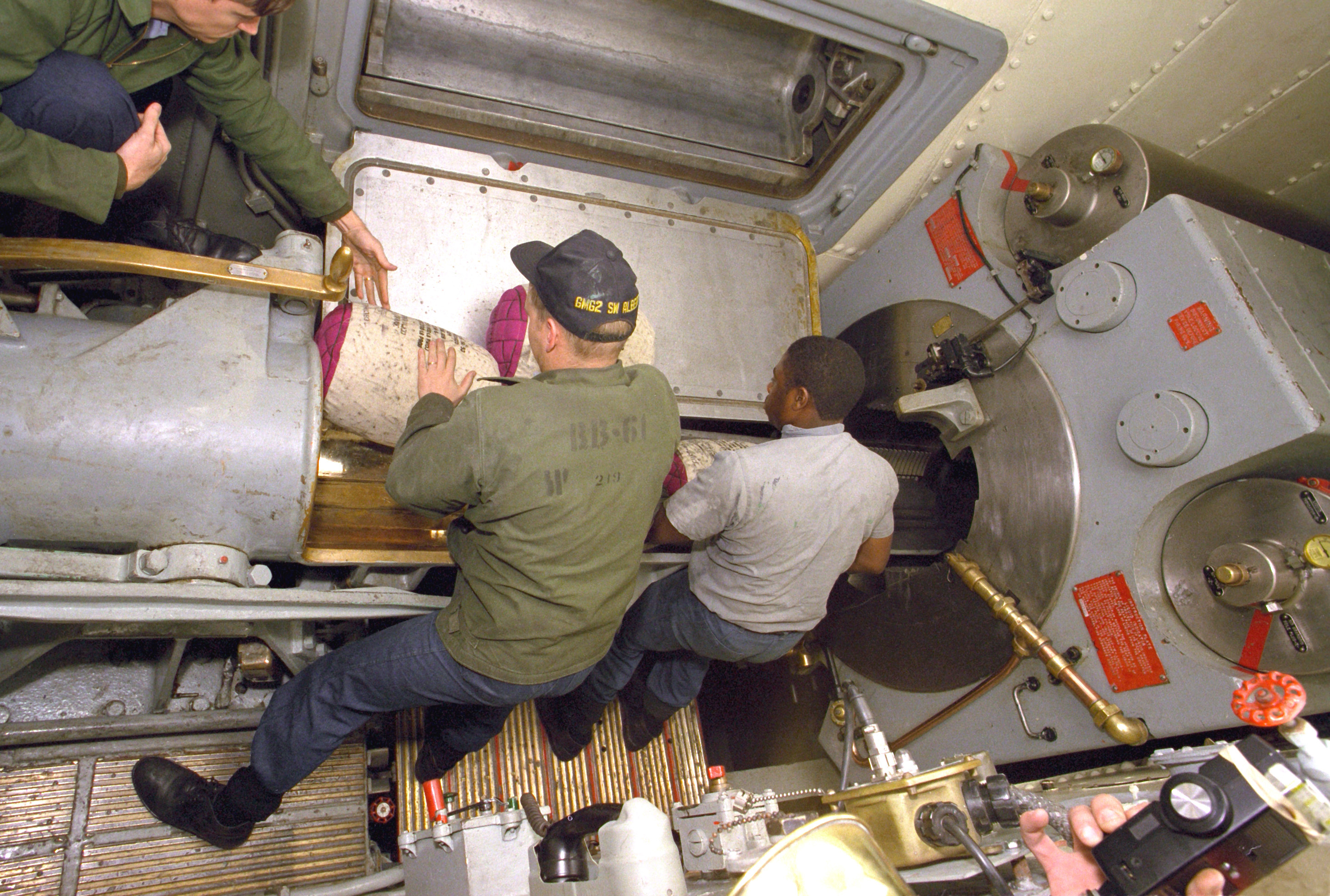
Выгрузка из шахты первых трёх картузов и укладка их на лоток
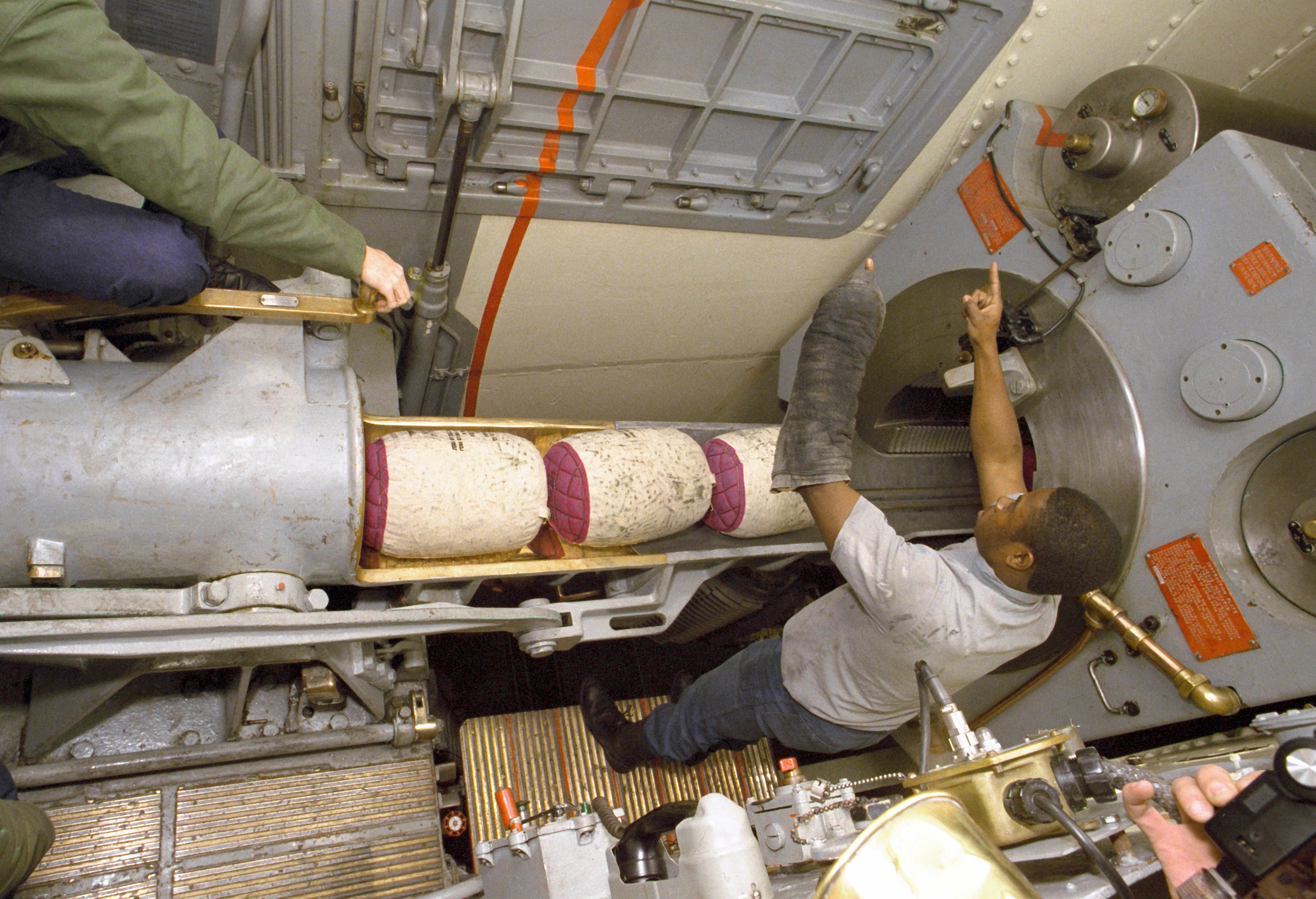
Первые три заряда выложены на зарядный лоток
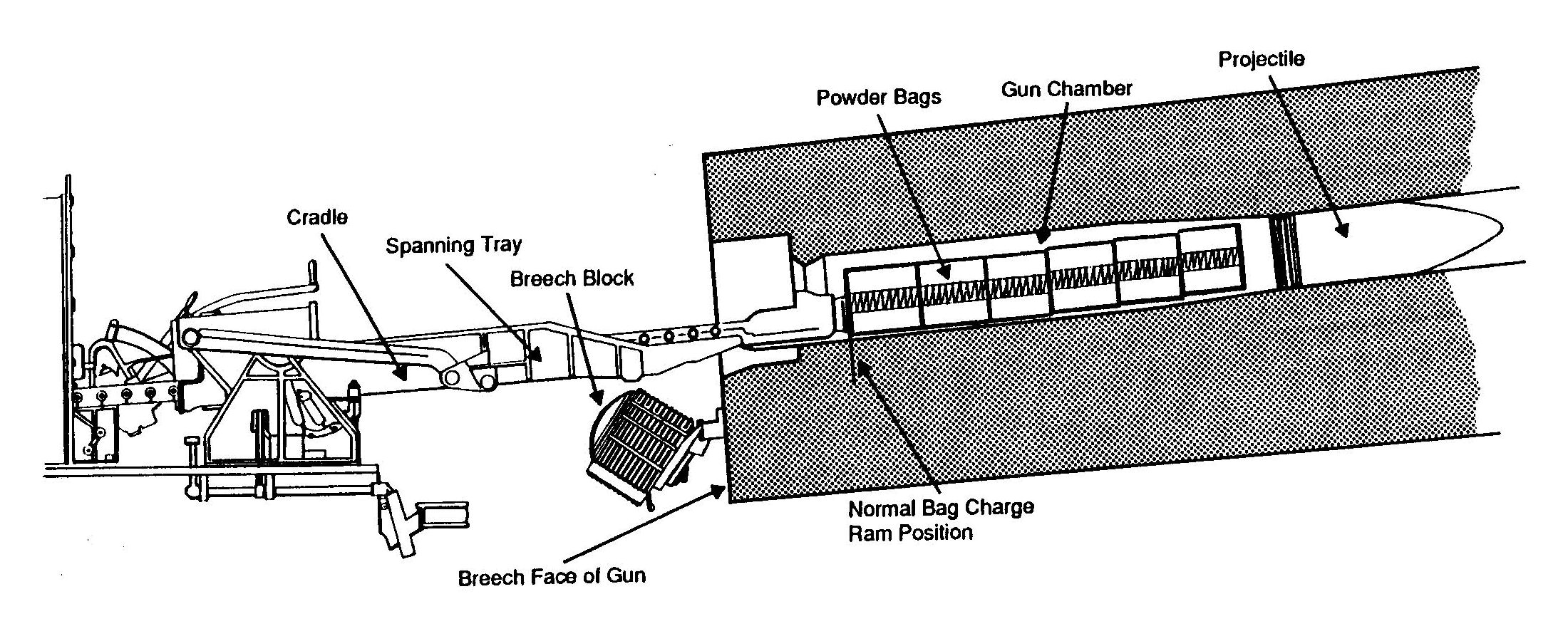
Расположение снаряда и картузов после досылания их в камору

Установка запальной трубки
После откидывания замка использованная запальная трубка извлекалась автоматически. Орудийный номер (англ. Primerman) находился на платформе, расположенной ниже уровня боевого отделения. Он инспектировал состояние обтюратора и вставлял новую запальную трубку. Специальные предохранители делали невозможным срабатывание запального механизма, пока не закрыт затвор. При этом в случае осечки запальную трубку можно было заменить без открытия затвора.
Закрытие затвора
Зарядный и снарядный лотки поднимались в вертикальное положение. Ножной педалью включался подъём поршневого затвора из нижнего в верхнее положение. Командир орудийного расчёта делал шаг вперёд и вручную, поворотом ручки затвора на 24°, запирал затвор. Отойдя назад, он сдвигал рычаг готовности орудия в положение «готов к стрельбе». Замыкалась цепь стрельбы, и орудие было готово к выстрелу. При этом переключение рычага могло производиться только при закрытом затворе. Управление переходило к наводчикам, которые наводили орудие, и у артиллерийского офицера загорался сигнал о готовности орудия к стрельбе.
Длительность цикла стрельбы
Для снижения рассеивания при полных залпах орудия стреляли поочерёдно, с интервалом в 60 мс. Очерёдность стрельбы — левое, правое и затем центральное орудие. После выстрела командир расчёта переводил рычаг готовности в обратное положение, после чего орудие снова опускалось на угол в 5° для зарядки. Можно было начинать следующий цикл зарядки орудия. Тренированный расчёт производил описанный цикл за 30 секунд, что обеспечивало скорострельность в 2 выстрела в минуту.

## Снаряды
| Характеристики американских 406-мм снарядов | Характеристики американских 406-мм снарядов | Характеристики американских 406-мм снарядов | Характеристики американских 406-мм снарядов | Характеристики американских 406-мм снарядов |
| Снаряд                                      | A.P. Mk 5                                   | A.P. Mk 8                                   | H.C. Mk 13 / Mk 14                          | Target Mk 9 / Mk 10                         |
| ------------------------------------------- | ------------------------------------------- | ------------------------------------------- | ------------------------------------------- | ------------------------------------------- |
| Тип снаряда                                 | Бронебойный                                 | Бронебойный                                 | Фугасный                                    | Учебный                                     |
| Общая длина, мм                             | 1625,60                                     | 1828,80                                     | 1625,60                                     | 1828,80                                     |
| Длина без колпачка, мм                      | 1102,03                                     | 1310,64                                     | 1528,57                                     |                                             |
| Диаметр тела снаряда, мм                    | 405,82                                      | 405,82                                      | 405,82                                      | 405,82                                      |
| Расстояние от дна до ведущего пояска, мм    | 102,36                                      | 102,36                                      | 102,36                                      | 63,50                                       |
| Ширина ведущего пояска, мм                  | 135,13                                      | 135,13                                      | 135,13                                      |                                             |
| Тип ВВ                                      | Explosive D                                 | Explosive D                                 | Explosive D                                 | -                                           |
| Масса ВВ                                    | 15,42                                       | 18,55                                       | 69,67                                       | -                                           |
| Масса снаряда, кг                           | 1016,05                                     | 1224,70                                     | 861,83                                      | 1224,70                                     |
| % начинки                                   | 1,52                                        | 1,51                                        | 8,08                                        | -                                           |
| Взрыватель головной                         | —                                           |                                             | Mk 29                                       | -                                           |
| Взрыватель донный                           | Mk 21                                       | Mk 21                                       | Mk 28                                       | -                                           |

### Бронебойные снаряды AP Mark 5
Бронебойные (англ. Armor Piercing или Armor Penetrating) снаряды Mark 5 на момент проектирования орудия 16″/50 Mark 7 являлись штатными 406-мм снарядами американских линкоров, и орудия Mark 7 разрабатывались с учётом возможности их использования.

### Бронебойные снаряды AP Mark 8
Бронебойные снаряды AP Mark 8 были созданы для увеличения бронебойности орудий линкоров, которые первоначально стреляли снарядами AP Mark 5. Эти снаряды предназначались для борьбы с японскими линкорами на дальних дистанциях боя («Plan Orange»). Эти снаряды, выпущенные по навесной траектории с меньшей начальной скоростью, эффективнее пробивали палубную броню японских кораблей.
Во всех отношениях, кроме длины, снаряд Mark 8 Mod 0 образца 1939 года сходен со снарядом Mark 5. Однако к концу 1944 года появилась улучшенная версия Mark 8 Mod 6, которая за счёт новой техники закалки значительно лучше пробивала толстую поверхностно-упрочнённую броню при падении под углом более 35°. Качества нового снаряда были настолько высоки, что Бюро артиллерии предложило немедленно заменять снаряды старых образцов по мере того, как новые снаряды будут производиться в нужном количестве. Снаряд Mark 8 Mod 6 имел тупой скруглённый нос для улучшения пробиваемости горизонтальной брони, более тяжёлый бронебойный колпачок и более твёрдый корпус, созданный по улучшенной технологии термообработки. Радиус оживала составлял 9 калибров или 3,66 м, скорость вращения у дульного среза составляла 4000 об/мин. Пороховой заряд создавал избыточное давление около 3,5 атм у дульного среза и 0,5 атм на расстоянии 15 м от него. Донный взрыватель Mark 21 имел задержку 0,033 с и срабатывал при силе сопротивления, эквивалентной пробою 38-мм брони при нормальном ударе или 10-мм при ударе под углом 65°. Цвет носика означал тип взрывчатки (жёлтый — взрывчатка типа D). Узкая цветная полоска за носиком означала цвет разрыва.

### Фугасные снаряды HC Mark 13, 14
Фугасные (англ. High Capacity) снаряды HC Mark 13 были разработаны для линкоров типа «Колорадо», механизмы которых не могли подавать снаряды длиной более 4 калибров. В целях стандартизации этот снаряд применялся и на более поздних линкорах, для которых это ограничение было устранено. Этот наиболее часто применявшийся снаряд был принят на вооружение в конце 1942 года и первоначально имел обозначение EX-1. Полость для взрывчатки имела примерно постоянную толщину стенок с некоторым утолщением в сторону носа.
В процентном отношении к полному весу снаряд содержал меньше взрывчатки, чем фугасные снаряды большинства зарубежных флотов и даже более ранние американские снаряды. Таким образом, снаряд обладал более прочным корпусом, позволявшим поражать легкобронированные цели и бетонные укрепления. Применялись как донные, так и головные ударные взрыватели. Во время Второй мировой войны на базе HC Mark 13 был разработан зенитный снаряд, который отличался от прототипа механическим взрывателем с устанавливаемой задержкой по времени. Зенитные снаряды не получили своего собственного номера модификации и поэтому известны как HC Mark 13 AA (англ. Anti-Aircraft).
Как и у бронебойных снарядов, радиус оживала снаряда HC Mark 13 составлял 9 калибров.
Основным производителем снарядов был Военно-морской артиллерийский завод (англ. Naval Gun Factory), однако в 1969 году небольшую партию снарядов выпустил завод Naval Surface Warfare Center (Crane, шт. Индиана). Эти снаряды были полностью идентичны оригинальным, однако получили собственное обозначение Mark 14.
Корпуса фугасных снарядов были окрашены в зелёный цвет. Цвет носика соответствовал типу взрывчатки, жёлтый цветом обозначалась взрывчатка типа D.

### Атомные снаряды Mark 23
В 1950-х годах было выпущено около 50 атомных снарядов Mark 23 (жарг. «Katie»). Разработка этих снарядов началась в 1952 году, а первые экземпляры собраны в октябре 1956 года. Наиболее вероятно, что снаряд представлял собой HC Mark 13 с ядерной боеголовкой W23, установленной вместо заряда обычного взрывчатого вещества, хотя некоторые источники утверждают, что снаряд был меньшего размера.
Линкоры «Айова», «Нью-Джерси» и «Висконсин» имели в магазинах башни № 2 специальные хранилища, в которых могли помещаться по 10 атомных снарядов Mark 23 и 9 практических снарядов Mark 24. Линкор «Миссури» не был оборудован таким хранилищем, поскольку в 1955 году был выведен в резерв. Атомными снарядами не было произведено ни одного выстрела, и в октябре 1962 года они были сняты с вооружения. Неизвестно даже, находились ли они когда-нибудь на борту линкоров. Линкор «Висконсин» во время учений в 1957 году произвёл один выстрел практическим снарядом. Один из атомных снарядов был использован во время операции «Plowshare» (мирное использование ядерных боеприпасов), остальные были деактивированы. Корпус одного из атомных снарядов в настоящее время находится в Национальном атомном музее (англ. National Atomic Museum, Альбукерке, шт. Нью-Мексико).

### Подкалиберные 280-мм снаряды
Весной и летом 1967 года, когда линкор «Нью-Джерси» был выведен из резерва для участия во Вьетнамской войне, руководство военно-морского артиллерийского полигона Индиан-Хед (англ. Indian Head Naval Ordnance Station) предложило использовать для стрельбы из орудий Mark 7 имевшиеся в наличии 23 000 неядерных снарядов, оставшихся от программы по созданию 280-мм «атомной гаубицы». С помощью специальных поддонов и уплотнителей 280-мм снаряды были превращены в 406-мм подкалиберные. Этот проект был частью программы «Gunfighter» по созданию сверхдальнобойного артиллерийского снаряда (англ. Long Range Bombardment Ammunition, LRBA). Стрельба проводилась из 40-метрового ствола, полученного сваркой встык двух стволов орудия 16"/45. На испытаниях, проводившихся в 1968 и 1969 годах у острова Барбадос 338-кг снаряд достиг максимальной дальности 76 670 м при скорости у дульного среза 1387 м/с. После вывода линкора «Нью-Джерси» в резерв в 1969 году программа была прекращена.

### HE-CVT Mark 143
Фугасный снаряд, снабжённый взрывателем с переменным управляемым временем срабатывания (англ. Controlled Variable Time, CVT). Разработан в 1980 годах во время последнего выхода линкоров из резерва. Во всём, кроме взрывателя, аналогичен снаряду HC Mark 13.

### Противопехотный снаряд ICM Mark 144
Противопехотный снаряд ICM Mark 144 (англ. Improved Conventional Munition, улучшенный неядерный снаряд) разработан в 1980-х годах на основе снаряда HC Mark 13. Рассчитан на поражение живой силы и небронированных целей (самолётов, вертолётов, автомобилей). Оснащён 400 противопехотными гранатами замедленного действия (жарг. англ. «Bouncing Betty», шумная Бетти).

### HE-ET/PT Mark 145
Фугасный снаряд, аналогичный HE-CVT Mark 143, оснащённый в отличие от последнего взрывателем с электронным таймером (англ. Electronic-Time, ET) и контактным (англ. Point-Detonating, PD) взрывателем.

### Противопехотный снаряд ICM Mark 146
Не доведённый до производства проект противопехотного снаряда, аналогичного Mark 144. Содержал 666 гранат M42/M46/M77 SADARM со взрывателями замедленного действия.

### Улучшенный фугасный снаряд HC Mark 147
Проект улучшенного фугасного снаряда, длина которого соответствовала длине бронебойного AP Mark 8 (4,5 калибра), а масса составляла 1015 кг. Этими снарядами в 1980-х годах было сделано несколько выстрелов на полигоне в Дальгрене и с линкора «Айова». При начальной скорости 861 м/с дальность составила 46 600 м. Проект не был доведён до производства в связи в выводом в резерв в конце 1980-х — начале 1990-х годов всех четырёх линкоров типа «Айова». Обозначение Mark 147 принято в литературе условно, настоящее обозначение снаряда неизвестно.

### Дальнобойный фугасный снаряд HE-ER Mark 148
330-мм подкалиберный кассетный снаряд повышенной дальности (англ. Extended-Range, ER) с электронным таймером-взрывателем. Эксперименты с этим снарядом проводились в 1980-х годах, однако в 1991 финансовом году были прекращены в связи с выводом линкоров в резерв. Вес снаряда без поддона составлял около 500 кг, а дальность при начальной скорости 1100 м/с планировалось увеличить до 64 км.

### Другие проекты
Велись и в 1991 финансовом году были прекращены разработки 280-мм подкалиберного фугасного снаряда.

## Метательные заряды
Пороховой заряд состоял из небольших цилиндрических семиканальных зёрен бездымного пороха. В качестве метательного заряда применялись пороха нескольких марок. Существовали полные и пониженные заряды. Пониженные заряды использовались во время учебных стрельб и при стрельбе по берегу, чтобы стрельба меньше сказывалась на живучести ствола. Заряд делился на шесть одинаковых частей. Каждая часть заряда упаковывалась в шёлковый картуз цилиндрической формы. В качестве материала картуза использовался шёлк ввиду его наиболее полного сгорания в канале ствола. С одной из сторон цилиндра на торце находились подушечки с воспламенителем — чёрным порохом. Зерно пороха, применявшегося для метательного заряда, по форме представляло цилиндр с семью цилиндрическими отверстиями. При укладке пороха в картуз применялись два способа — «насыпью» (damped) и «уложенный»(stacked). При укладке насыпью в картуз зерна пороха просто засыпались и утрамбовывались. В уложенном варианте зерна упорядочивались в вертикальном положении и укладывались слоями в картуз. Такой способ обеспечивал более плотную укладку. Части картуза подавались в зарядную камору так, чтобы подушечки с воспламенителем были обращены назад. Для надёжного воспламенения между частями заряда должен был иметься зазор в несколько десятков миллиметров (в оригинале — несколько дюймов). Такой же зазор нужно было обеспечить и между последним картузом и запалом. В целом вне зависимости от использования полного или пониженного заряда длина уложенных картузов должна была быть одинакова. С этим и было связано использование двух типов укладки. Пониженные заряды выполнялись насыпью, а полные — уложенными, что позволяло при той же длине получить большую массу заряда.
Картузы в погребе хранились в специальных канистрах. Они разрабатывались с учётом необходимости быстрого извлечения картуза и оснащались стропами для транспортировки. Чтобы воспрепятствовать накоплению статического электричества при перемещении внутри канистры шёлкового картуза, картуз внутри канистры фиксировался с помощью деревянных прокладок.
Полный заряд — для стрельбы бронебойными и фугасными снарядами с максимальной начальной скоростью. Сниженный заряд — для стрельбы бронебойными, фугасными и практическим снарядами со сниженной начальной скоростью. Использовался, как правило, для учебных целей. Практический заряд — для стрельбы практическими снарядами.
SPD (Smokeless Powder with Diphenylamine) — бездымный порох, стабилизированный с использованием дифениламина. В 1908 году дифениламин было предложено использовать в качестве стабилизатора для нитроцеллюлозного пороха вместо розалинового красителя. Первое производство пороха с новым составом было начато в том же году. К 1912 году была утверждена стандартная спецификация на него. В состав пороха входили 99,5 % нитроцеллюлозы (12,6 % азота) и 0,5 % дифениламина.
SPDN — порох SPD со специальными добавками для снижения гигроскопичности и повышения срока службы. Буква N в названии — от Nonhygroscopic (не гигроскопичный).
SPCG — малодымный двухосновный порох. Нитроглицериновый порох со стабилизатором в виде карбамида. Количество образующегося дыма в два раза ниже по сравнению с предыдущими типами пороха. В названии пороха G — сокращение от NG, обозначения для нитрогуанидина (Nitroguanidine).
Живучесть ствола
В 1940-е годы живучесть ствола орудия составляла 290 ESR (англ. Effective Service Rounds, условные боевые выстрелы), где 1 ESR соответствовал выстрелу тяжёлым бронебойным снарядом (1225 кг) с полным пороховым зарядом. В это время в пороховых зарядах применялся порох SPD (англ. Smokeless Powder Diphenylamine, пироксилиновый порох, имеющий в составе дифениламин в качестве стабилизатора термического разложения). Выстрел фугасным снарядом с полным пороховым зарядом (6 картузов, 820 м/с) соответствовал 0,43 ESR, а при уменьшенном заряде (6 картузов, но каждый меньшей массы, 580 м/с) — 0,03 ESR. После Второй мировой войны состав пороха несколько изменился, что увеличило живучесть ствола до 350 ESR. Во время вывода линкоров из резерва в 1967 и 1980-х годах использование «шведской добавки» (англ. Swedish Additive), состоявшей из диоксида титана и воска, уменьшило износ ствола примерно вчетверо. Выстрел бронебойным снарядом теперь соответствовал 0,26 ESR, фугасным — 0,11 ESR. Заметно уменьшило износ и применение в 1980-х годах в составе зарядных картузов полиуретановых чехлов, которые при сгорании порохового заряда создавали защитную завесу, заметно снижавшую газовую эрозию. Все эти усовершенствования привели к тому, что измерение живучести ствола в эквивалентных выстрелах потеряло смысл. Критичным параметром для ствола стало количество механических циклов, измеряемое в FER (англ. Fatigue Equivalent Rounds, эквивалентный выстрел по усталости материала). В настоящее время живучесть лейнера орудия Mark 7 составляет 1500 FER.
| Штатные выстрелы к 406-мм орудию Mark 7, по состоянию на 1947 год | Штатные выстрелы к 406-мм орудию Mark 7, по состоянию на 1947 год | Штатные выстрелы к 406-мм орудию Mark 7, по состоянию на 1947 год | Штатные выстрелы к 406-мм орудию Mark 7, по состоянию на 1947 год | Штатные выстрелы к 406-мм орудию Mark 7, по состоянию на 1947 год | Штатные выстрелы к 406-мм орудию Mark 7, по состоянию на 1947 год | Штатные выстрелы к 406-мм орудию Mark 7, по состоянию на 1947 год | Штатные выстрелы к 406-мм орудию Mark 7, по состоянию на 1947 год | Штатные выстрелы к 406-мм орудию Mark 7, по состоянию на 1947 год | Штатные выстрелы к 406-мм орудию Mark 7, по состоянию на 1947 год | Штатные выстрелы к 406-мм орудию Mark 7, по состоянию на 1947 год |
| Масса снаряда, кг                                                 | Тип снаряда                                                       | Марка                                                             | Тип заряда                                                        | Марка пороха                                                      | Масса пороха, кг                                                  | Количество картузов                                               | Тип укладки пороха                                                | Износ ствола                                                      | Начальная скорость, м/с                                           | Дальность при угле возвышения 45°, м                              |
| ----------------------------------------------------------------- | ----------------------------------------------------------------- | ----------------------------------------------------------------- | ----------------------------------------------------------------- | ----------------------------------------------------------------- | ----------------------------------------------------------------- | ----------------------------------------------------------------- | ----------------------------------------------------------------- | ----------------------------------------------------------------- | ----------------------------------------------------------------- | ----------------------------------------------------------------- |
| 1016,1                                                            | бронебойный                                                       | Mk.5                                                              | полный                                                            | SPD                                                               | 299,4                                                             | 6                                                                 | уложенный                                                         | новое орудие                                                      | 823,0                                                             | 42 977                                                            |
| 1224,7                                                            | бронебойный                                                       | Mk.8                                                              | полный                                                            | SPD                                                               | 299,4                                                             | 6                                                                 | уложенный                                                         | новое орудие                                                      | 762,0                                                             | 36 745                                                            |
| 1224,7                                                            | учебный                                                           | Mk.9                                                              | полный                                                            | SPD                                                               | 299,4                                                             | 6                                                                 | уложенный                                                         | новое орудие                                                      | 762,0                                                             | 38 862                                                            |
| 1224,7                                                            | бронебойный                                                       | Mk.8                                                              | учебный                                                           | SPD/SPDN                                                          | 190,5                                                             | 6                                                                 | уложенный                                                         | новое орудие                                                      | 548,6                                                             | 20 565                                                            |
| 1224,7                                                            | учебный                                                           | Mk.9                                                              | учебный                                                           | SPD/SPDN                                                          | 154,2                                                             | 6                                                                 | уложенный                                                         | новое орудие                                                      | 548,6                                                             |                                                                   |
| 1224,7                                                            | бронебойный                                                       | Mk.8                                                              | пониженный                                                        | SPD/SPDN/SPCG                                                     | 138,3                                                             | 6                                                                 | насыпью                                                           | новое орудие                                                      | 548,6                                                             |                                                                   |
| 1224,7                                                            | учебный                                                           | Mk.9                                                              | пониженный                                                        | SPD/SPDN/SPCG                                                     | 147,4                                                             | 6                                                                 | насыпью                                                           | новое орудие                                                      | 548,6                                                             |                                                                   |
| 861,8                                                             | фугасный                                                          | Mk.13                                                             | полный                                                            | SPD                                                               | 299,4                                                             | 6                                                                 | уложенный                                                         | новое орудие                                                      | 819,9                                                             | 38 039                                                            |
| 861,8                                                             | фугасный                                                          | Mk.13                                                             | полный                                                            | SPD                                                               | 299,4                                                             | 6                                                                 | уложенный                                                         | средний износ                                                     | 797,1                                                             | 36 119                                                            |
| 861,8                                                             | фугасный                                                          | Mk.13                                                             | пониженный                                                        | SPD/SPDN/SPCG                                                     | 138,3                                                             | 6                                                                 | насыпью                                                           | новое орудие                                                      | 632,5                                                             | 25 035                                                            |
| 861,8                                                             | фугасный                                                          | Mk.13                                                             | пониженный                                                        | SPD/SPDN/SPCG                                                     | 138,3                                                             | 6                                                                 | насыпью                                                           | средний износ                                                     | 602,0                                                             | 22 960                                                            |
| 861,8                                                             | фугасный                                                          | Mk.13                                                             | пониженный                                                        | SPD/SPDN/SPCG                                                     | 147,4                                                             | 6                                                                 | насыпью                                                           | новое орудие                                                      | 632,5                                                             |                                                                   |
| 861,8                                                             | фугасный                                                          | Mk.13                                                             | фугасный                                                          | SPD                                                               | 147,4                                                             | 6                                                                 | насыпью                                                           | новое орудие                                                      | 579,1                                                             |                                                                   |

## Система управления огнём
Основу системы управления огнём составлял аналоговый компьютер Mark 8 компании Ford Instrument. Компьютер учитывал различные факторы, влияющие на стрельбу: скорость цели, время полёта снаряда, сопротивление воздуха. Дальность до цели определялась оптическим дальномером, однако уже в начале 1940-х годов эту функцию мог альтернативно выполнять радар, обеспечивавший более высокую точность стрельбы на большей дальности. Автоматическое управление стрельбой и применение радара были главными преимуществами американской крупнокалиберной артиллерии над японской.
Во время модернизации линкоров в 1980-е годы на каждую башню был установлен радар DR-810, измерявший начальную скорость снарядов в каждом залпе, что позволяло более точно предсказывать дальность последующих выстрелов. Благодаря этому, а также новой системе управления огнём Mk 160 и новому пороху, артиллерийская установка стала самой точной из когда-либо устанавливавшихся на линкорах. Во время опытовых стрельб у острова Крит в 1987 году из 15 снарядов, выпущенных с расстояния 31 900 м, 14 попали в квадрат со стороной 230 м вокруг центра мишени, из них 8 — в квадрат со стороной 140 м. Дисперсия падений снарядов составила 112 м или 0,36 % дальности стрельбы.

## Эксплуатация
Бронебойный снаряд AP Mark 8 при нормальном падении пробивает до 9 м бетонных конструкций. Фугасный снаряд HC Mark 13 при взрыве создаёт воронку диаметром 15 м и глубиной 6 м. Во время войны во Вьетнаме взрыв фугасного снаряда линкора «Нью-Джерси» создавал в джунглях зону диаметром 180 м для посадки вертолёта. При этом листья с деревьев сбивало на расстоянии 450 м.
За всю историю своего существования орудия Mk 7 линкоров типа «Айова» выпустили следующее количество снарядов:
| Корабль            | 1940-е годы | Война в Корее | Война во Вьетнаме | 1982—1992 |
| ------------------ | ----------- | ------------- | ----------------- | --------- |
| BB-61 «Айова»      | 2316        | 4550          | —                 | 2873      |
| BB-62 «Нью-Джерси» | 971         | 6671          | 6200              | 1752      |
| BB-63 «Миссури»    | 1084        | 6979          | —                 | 2699      |
| BB-64 «Висконсин»  | 1058        | 3200          | —                 | 1068      |

### Взрыв башни на «Айове» 19 апреля 1989 года
19 апреля 1989 года «Айова» приняла участия в стрельбах на учениях флота «FLEETEX 3-89» в Карибском бассейне. В течение шести недель до учений 406-мм орудия не использовались. Незадолго до начала учений на «Айове» произошла ротация экипажа — были заменены 223 человека, из которых часть попала в башенные расчёты. Моральный дух самих расчётов на тот момент был невысок, поскольку командир корабля Мусэлли придавал большее значение готовности ракетного вооружения и силовой установки.
Башни стреляли раздельно. При стрельбе из башни № I использовались 1225-кг практический снаряд и заряд D845 из шести частей. При первом залпе левое орудие дало осечку. При втором залпе оно опять дало осечку. Так как имелась вероятность замедленного воспламенения, затвор орудия не открывали. Через два часа (вместо положенных 30 минут) затвор открыли и обнаружили, что в заднем картузе семью использованными запальными трубками было прожжено большое отверстие.
В башне № II произошли события с более трагическими последствиями. Был получен приказ о заряжании орудий. Стрельба также велась практическими снарядами, но с зарядом D846. Это был пониженный заряд, применявшийся обычно с фугасными 862-кг снарядами. Он был разработан в рамках программы по контролю рассеивания начальной скорости снаряда для улучшения точности стрельбы 406-мм орудий. Заряд D846, в отличие от обычных зарядов, состоял из пяти картузов, и при его использовании в стволе создавалось максимальное давление в 38 700 psi (2720 кг/см²) вместо рабочего в 49 700 psi (3490 кг/см²). Считалось, что использование этих зарядов не несло никаких дополнительных опасностей.
Два боковых орудия были заряжены, их затворы заперты и орудия подняты в положение для стрельбы. Зарядные беседки опущены вниз в перегрузочное отделение. Центральное орудие запаздывало. Трамбовщик (англ. rammerman) матрос-наводчик третьего класса Роберт Бэкхерм (англ. GMG3 Robert Backherms) был из числа новичков. Заряжающим (англ. cradleman) был матрос-наводчик третьего класса Ричард Лоуренс (англ. GMG3 Richard Lawrence). Командиром расчёта был матрос-наводчик второго класса Клейтон Хартвиг (англ. GMG2 Clayton M. Hartwig), однако в тот момент он находился на месте заряжающего. После досылания снаряда в камору был открыт люк в шахте подачи зарядов и три полузаряда положены на зарядный лоток. Хартвиг должен был освободить место для следующей пары зарядов — сдвинуть вперёд два картуза, а один — назад по лотку. При этом он должен был положить специальную подушечку со свинцом между картузами № 1 и № 2. Свинцовая подушечка препятствовала омеднению ствола. Такая же подушечка должна была ложиться вслед за картузом № 2. Хартвиг — возможно, для ускорения процесса заряжания — этого не сделал.

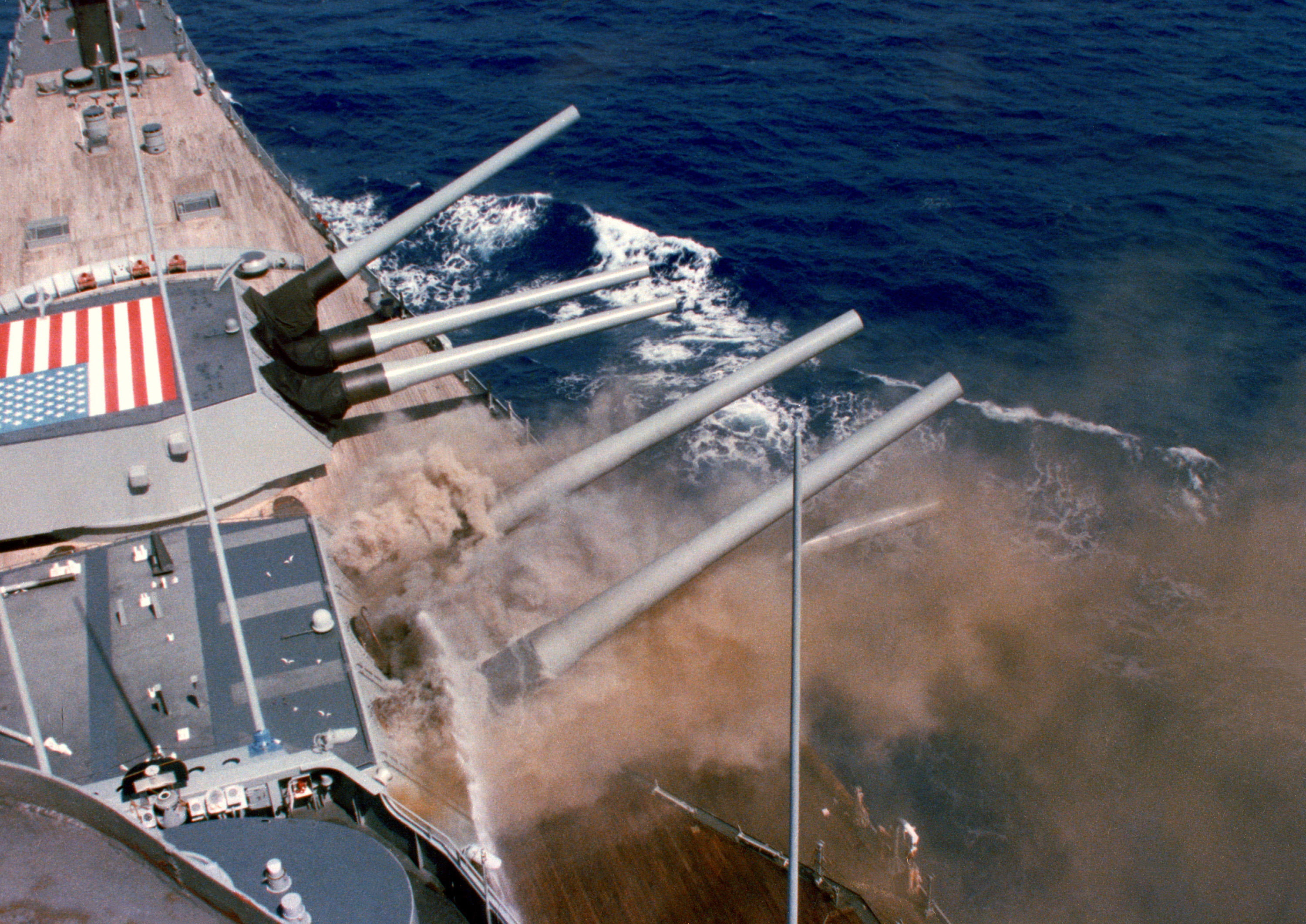
Момент начала взрыва башни № II на линкоре «Айова» 19 апреля 1989 года

Когда все заряды были готовы к досыланию в ствол, Бэкхерм привёл в действие прибойник. По какой-то причине прибойник протолкнул пять зарядов на 60 сантиметров дальше по стволу, чем было предписано. Последний картуз находился не на положенном месте. Для обеспечения надёжного процесса воспламенения после закрывания затвора расстояние от обтюратора до картуза не должно было превышать 100 мм. Гнездо запальной трубки по центру обтюратора должно было практически касаться подушечек с дымным порохом, расположенных на заднем торце картуза.
Ричард Лоуренс доложил командиру башни о том, что центральное орудие не готово к стрельбе. Поскольку Хартвиг, как заряжающий, выполнял обязанности командира расчёта, в его обязанности входило проконтролировать подачу снаряда и зарядов в камору. Прибойник находился в стволе центрального орудия. Скорее всего Хартвиг заглядывал внутрь орудия, когда по интеркому раздался возглас «О мой…». Из каморы центрального орудия вырвались дым, тлеющие зерна пороха, пламя и горячие газы. Газы и продукты сгорания проникли в нижнюю часть установки. Огонь и дым вырвались из орудийных портов, вентиляционных отверстий и кожухов башенного дальномера. Амбразурные мамеринцы были сорваны со всех трёх орудий и отброшены за борт. В огне погибли 47 членов экипажа. Большинство оборудования башни было выведено из строя. Выжили только 11 человек, находившихся в нижнем погребе.

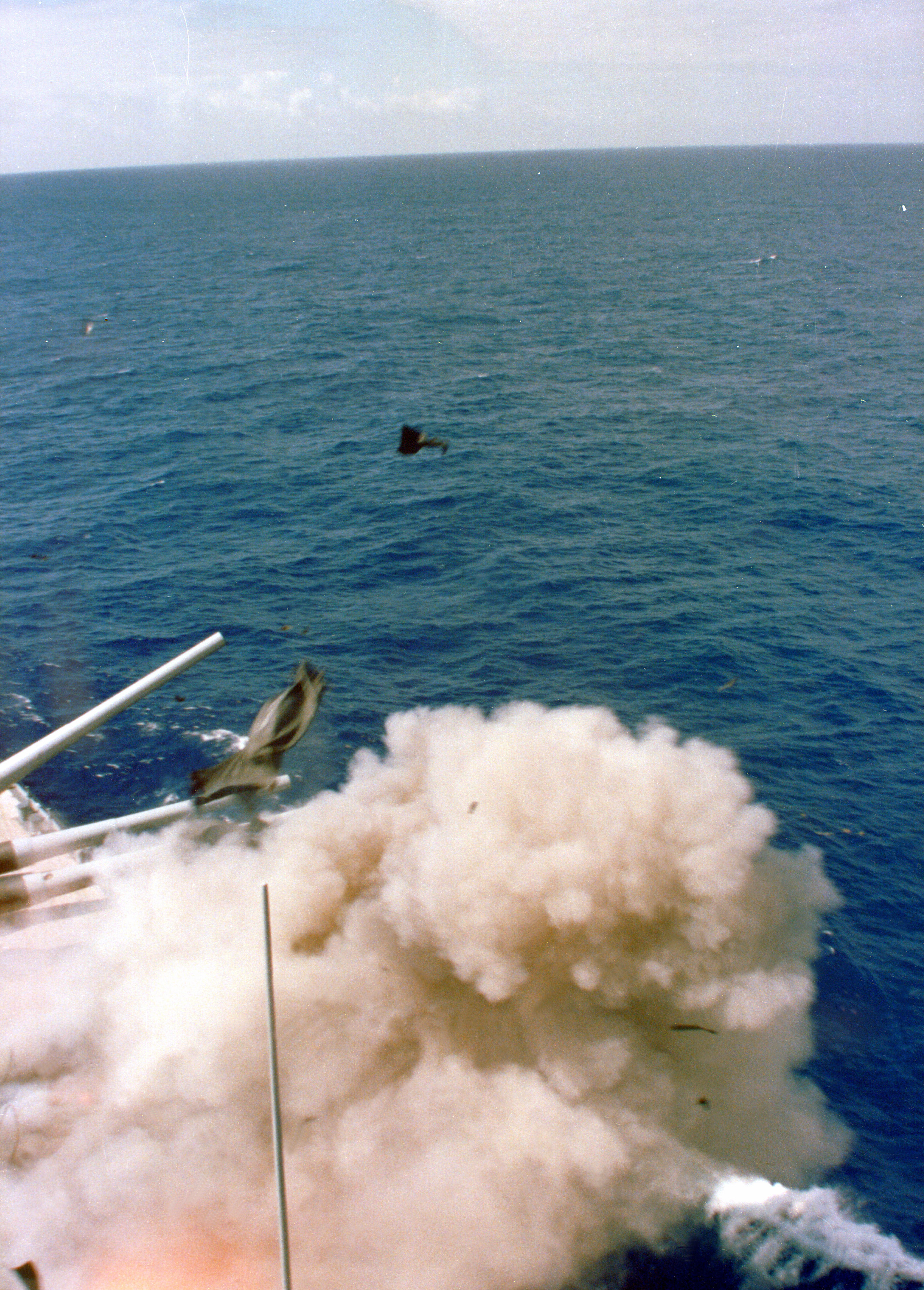
Взрыв башни № II на линкоре «Айова» 19 апреля 1989 года. Видны вылетевшие от взрыва мамеринцы орудий.

Благодаря пламенепроницаемым заслонкам огонь сразу в погреба не попал. Кто-то из членов экипажа, находившихся в погребе, включил систему орошения. Через 7-8 минут после взрыва капитан Мусэлли приказал затопить погреба. Эти действия предотвратили более опасный взрыв в пороховых погребах, который мог привести к гибели всего корабля. Заряды в правом и левом орудии оказались нетронутыми и позже были вытянуты спасательной командой. В нижней части вращающейся структуры, согласно процедуре, уже были подготовлены 45 картузов для следующего залпа. Огонь, прорвавшийся на нижний уровень башни, поджёг двадцать пять из них, образовав второй очаг пожара. Затопление погреба позволило его потушить.
Комиссия, расследовавшая обстоятельства катастрофы, не смогла однозначно воспроизвести события, которые ей предшествовали. Очаг возгорания по расчётам находился либо между картузами № 1 и 2, либо между № 2 и 3. Причина такого срабатывания прибойника так выяснена и не была, из-за того, что большинство улик было уничтожено взрывом. При этом опыты показали, что на малой скорости 4,3 м/с, с которой заряды должны были подаваться в орудие, заряды не могли воспламениться, даже если один из них был прорван. Единственная версия, к которой пришла комиссия, заключалась в том, что имела место диверсия или попытка самоубийства. Какое-то взрывное устройство химического типа оказалось в самом картузе ещё на этапе производства либо было подложено заряжающим Хартвигом в процессе зарядки. Эту версию невозможно было доказать, так как все свидетели погибли, а улики были уничтожены взрывом. На всякий случай ВМС США провели рентгеновское исследование всего имевшегося запаса картузов, однако ничего обнаружено не было.
К расследованию были привлечены сторонние исследователи из Сандийских национальных лабораторий с авиабазы Киртланд, расположенной в Альбукерке, Нью-Мексико. Их исследования не смогли ни подтвердить, ни опровергнуть выводов комиссии о диверсии. Они подтвердили, что на малой скорости возгорание было практически невозможно. Однако существовала возможность, что при определённом способе укладки пороховых зёрен в картуз и высокой скорости прибойника картуз мог быть прорван и с вероятностью 1 к 38 000 могло произойти возгорание. Эти две версии являлись основными, однако однозначного вывода о справедливости одной из них сделано не было, поскольку ни одна версия не могла быть ни подтверждена, ни опровергнута. В конечном счёте было принято решение, что в любом случае условия, которые привели к взрыву на «Айове», маловероятны и едва ли повторятся когда-либо ещё. «Айова» была выведена в резерв, а эксплуатация остальных кораблей серии продолжилась.

## Установки на кораблях
- Линейные корабли типа «Айова»
- Линейные корабли типа «Монтана»

## Оценка проекта
| Характеристики главного калибра линкоров начального периода Второй мировой войны (1941 год) | Характеристики главного калибра линкоров начального периода Второй мировой войны (1941 год) | Характеристики главного калибра линкоров начального периода Второй мировой войны (1941 год) | Характеристики главного калибра линкоров начального периода Второй мировой войны (1941 год) | Характеристики главного калибра линкоров начального периода Второй мировой войны (1941 год) | Характеристики главного калибра линкоров начального периода Второй мировой войны (1941 год) | Характеристики главного калибра линкоров начального периода Второй мировой войны (1941 год) | Характеристики главного калибра линкоров начального периода Второй мировой войны (1941 год) | Характеристики главного калибра линкоров начального периода Второй мировой войны (1941 год) | Характеристики главного калибра линкоров начального периода Второй мировой войны (1941 год) | Характеристики главного калибра линкоров начального периода Второй мировой войны (1941 год) |
| Орудие                                                                                      | 15″/42 Mark I                                                                               | 16″/45 Mark I                                                                               | 14″/45 Mark VII                                                                             | 38 cm/52 SK C/34                                                                            | 380 мм/45 Model 1935                                                                        | 381 мм/50 Model 1934                                                                        | 16″/45 Mark 6                                                                               | 16″/50 Mark 7                                                                               | 40 см/45 Type 03                                                                            | 40 cm/45 Type 94                                                                            |
| ------------------------------------------------------------------------------------------- | ------------------------------------------------------------------------------------------- | ------------------------------------------------------------------------------------------- | ------------------------------------------------------------------------------------------- | ------------------------------------------------------------------------------------------- | ------------------------------------------------------------------------------------------- | ------------------------------------------------------------------------------------------- | ------------------------------------------------------------------------------------------- | ------------------------------------------------------------------------------------------- | ------------------------------------------------------------------------------------------- | ------------------------------------------------------------------------------------------- |
| Страна                                                                                      | Великобритания                                                                              | Великобритания                                                                              | Великобритания                                                                              | Германия                                                                                    | Франция                                                                                     | Италия                                                                                      | США                                                                                         | США                                                                                         | Япония                                                                                      | Япония                                                                                      |
| Калибр, мм                                                                                  | 381                                                                                         | 406                                                                                         | 356                                                                                         | 380                                                                                         | 380                                                                                         | 381                                                                                         | 406                                                                                         | 406                                                                                         | 410                                                                                         | 460                                                                                         |
| Длина ствола, калибров                                                                      | 42                                                                                          | 45                                                                                          | 45                                                                                          | 52                                                                                          | 45                                                                                          | 50                                                                                          | 45                                                                                          | 50                                                                                          | 45                                                                                          | 45                                                                                          |
| Год разработки                                                                              | 1912                                                                                        | 1922                                                                                        | 1937                                                                                        | 1934                                                                                        | 1935                                                                                        | 1934                                                                                        | 1936                                                                                        | 1939                                                                                        | 1914                                                                                        | 1939                                                                                        |
| Год принятия на вооружение                                                                  | 1915                                                                                        | 1927                                                                                        | 1940                                                                                        | 1939                                                                                        | 1941                                                                                        | 1940                                                                                        | 1941                                                                                        | 1943                                                                                        | 1921                                                                                        | 1941                                                                                        |
| Корабль                                                                                     | «Худ»                                                                                       | «Нельсон»                                                                                   | «Кинг Джордж V»                                                                             | «Бисмарк»                                                                                   | «Ришельё»                                                                                   | «Литторио»                                                                                  | «Вашингтон»                                                                                 | «Айова»                                                                                     | «Нагато»                                                                                    | «Ямато»                                                                                     |
| Масса ствола, т                                                                             | 101,6                                                                                       | 109,7                                                                                       | 80,25                                                                                       | 111                                                                                         | 94,13                                                                                       | 111,66                                                                                      | 97,23                                                                                       | 121,5                                                                                       | 101,6                                                                                       | 164,6                                                                                       |
| Тип скрепления ствола                                                                       | проволокой                                                                                  | проволокой                                                                                  | цилиндрами                                                                                  | цилиндрами                                                                                  | цилиндрами                                                                                  | цилиндрами                                                                                  | цилиндрами                                                                                  | цилиндрами                                                                                  | проволокой                                                                                  | проволокой                                                                                  |
| Живучесть ствола, выстрелов                                                                 | 335                                                                                         | 200—250                                                                                     | 340                                                                                         | 180—210                                                                                     | 200                                                                                         | 110—130                                                                                     | 395                                                                                         | 290-350                                                                                     | 250—300                                                                                     | 150-250                                                                                     |
| Масса бронебойного снаряда, кг                                                              | 879                                                                                         | 929                                                                                         | 721                                                                                         | 800                                                                                         | 890                                                                                         | 885                                                                                         | 1225                                                                                        | 1225                                                                                        | 1020                                                                                        | 1460                                                                                        |
| Начальная скорость снаряда, м/с                                                             | 732—785                                                                                     | 788—797                                                                                     | 757                                                                                         | 820                                                                                         | 830                                                                                         | 850                                                                                         | 701                                                                                         | 762                                                                                         | 806                                                                                         | 780                                                                                         |
| Максимальная дальность, км                                                                  | 33,38                                                                                       | 37,4—38,1                                                                                   | 35,26                                                                                       | 36,52                                                                                       | 41,7                                                                                        | 44,64                                                                                       | 33,74                                                                                       | 38,72                                                                                       | 38,72                                                                                       | 41,87                                                                                       |
| Бронепробиваемость (мм) на дальности (км)                                                   |                                                                                             |                                                                                             |                                                                                             |                                                                                             |                                                                                             |                                                                                             |                                                                                             |                                                                                             |                                                                                             |                                                                                             |
| борт (0 км)                                                                                 | 687                                                                                         |                                                                                             | 668                                                                                         |                                                                                             | 748                                                                                         | 814                                                                                         |                                                                                             | 829                                                                                         |                                                                                             | 864                                                                                         |
| борт (9,144 км)                                                                             | 422                                                                                         |                                                                                             | 396                                                                                         | 510 (на 10 км)                                                                              | 630 (на 10 км)                                                                              |                                                                                             | 597                                                                                         | 664                                                                                         |                                                                                             |                                                                                             |
| борт (13,716 км)                                                                            | 353                                                                                         | 366                                                                                         | 335                                                                                         |                                                                                             |                                                                                             |                                                                                             | 520                                                                                         | 585                                                                                         |                                                                                             | 494 (на 20 км)                                                                              |
| палуба (22,86 км)                                                                           | 121                                                                                         | 99                                                                                          | 102                                                                                         | 104 (на 22 км)                                                                              | 105 (22)                                                                                    | 73 (на 18 км)                                                                               | 146                                                                                         | 131                                                                                         |                                                                                             | 109 (на 20 км)                                                                              |
| палуба (27,43 км)                                                                           | 145                                                                                         | 130                                                                                         | 121                                                                                         | 126 (на 27 км)                                                                              | 138 (27)                                                                                    | 130 (на 28 км)                                                                              | 194                                                                                         | 169                                                                                         |                                                                                             | 189 (на 30 км)                                                                              |

50-калиберное 406-мм орудие Mk.7 считается лучшим американским крупнокалиберным орудием и, возможно, является лучшим в мире орудием из когда-либо установленных на линкоре. Разработка орудия шла в рамках идеологии «Оранжевого плана», предусматривавшего генеральное сражение японского и американского флотов. Американские теоретики считали, что сражение будет происходить в условиях хорошей видимости, и потому придавали большое значение бою на дальних дистанциях. Исходя из концепции «непрямого огня» (англ. indirect fire), линкоры противника должны были поражаться на огромных дистанциях. Это считалось возможным благодаря прогрессу систем управления огнём и применению корректирования стрельбы с бортовых гидросамолётов. На большой дистанции поражаться должны были палубы и американцы разработали новый тяжёлый 1225-кг снаряд Mk.8. Разработанные под них новые 45-калиберные орудия Mk.6 обладали одним недостатком — низкой для своего калибра бронепробиваемостью вертикальной брони на ближних и средних дистанциях боя. При этом они были выше всяких похвал при стрельбе на дальние дистанции. Тяжёлый снаряд, идя по навесной траектории, падал на палубу под большим углом и буквально проламывал её.
Новое 50-калиберное 406-мм орудие Mk.7 было значительно мощнее 45-калиберного орудия Mk.6 «Саут Дакот». За счёт более высокой начальной скорости оно имело хорошие характеристики бронепробиваемости вертикальной брони. По этому показателю орудия данного типа превосходили орудия линкоров европейских стран и считались эквивалентными гигантским 460-мм орудиям японского линкора «Ямато». Для сохранения преимущества навесной траектории орудий Mark 6 был разработан специальный пониженный заряд пороха, при стрельбе которым баллистика 50-калиберного орудия становилась подобна баллистике 45-калиберного орудия Mark 6. При этом европейские линкоры вообще были плохо защищены от снарядов американского орудия. Как пример, британский «Кинг Джордж» вообще не имел зоны свободного маневрирования (ЗСМ) против американских снарядов. Благодаря ряду нововведений орудия Mk.7 получились легче разработанных в 1918 году 50-калиберных орудий Mk.2 — 108,5 т против 130,2.
США к концу войны являлись бесспорным лидером в области радиоэлектронного вооружения. Поэтому радиолокационные средства линкоров типа «Айова» считались для своего времени лучшими в мире. Четыре линкора типа «Айова» вступили в строй уже под конец Второй мировой войны и орудиям Mark 7 не довелось вести огонь по линкорам противника. Основной областью применения орудий Mark 7 стала стрельба по наземным целям. 406-мм снаряды обладали высокой разрушительной силой и использовались для обстрела береговых укреплений.
Линкоры типа «Айова» считались более эффективными, чем построенные с учётом договорных ограничений линкоры типов «Норт Кэролайн» и «Саут Дакота», и потому после войны их эксплуатация продолжилась ещё в течение почти 50 лет. Если линкоры типов «Норт Кэролайн» и «Саут Дакота» были выведены в резерв, то «айовам» довелось поучаствовать во всех крупных вооружённых конфликтах с привлечением флота США. Они участвовали в военных действиях в Корее и во Вьетнаме, а после модернизации в 1980-х годах приняли участие в локальных конфликтах — в гражданской войне в Ливане и войне в Персидском заливе. При этом их эксплуатация была достаточно активной. Например, «Айова» в 1980—1984 годах выпустила по противнику снарядов больше, чем за всю Вторую мировую войну.
Орудия Mark 7 и трёхорудийные установки считаются надёжными и безопасными, даже несмотря на взрыв башни на «Айове» в 1989 году, причиной которого было признано роковое стечение случайных факторов, которое может произойти только раз в 250 лет (или диверсия).
| Характеристики башен главного калибра линкоров начального периода Второй мировой войны (1941 год) | Характеристики башен главного калибра линкоров начального периода Второй мировой войны (1941 год) | Характеристики башен главного калибра линкоров начального периода Второй мировой войны (1941 год) | Характеристики башен главного калибра линкоров начального периода Второй мировой войны (1941 год) | Характеристики башен главного калибра линкоров начального периода Второй мировой войны (1941 год) | Характеристики башен главного калибра линкоров начального периода Второй мировой войны (1941 год) | Характеристики башен главного калибра линкоров начального периода Второй мировой войны (1941 год) | Характеристики башен главного калибра линкоров начального периода Второй мировой войны (1941 год) | Характеристики башен главного калибра линкоров начального периода Второй мировой войны (1941 год) | Характеристики башен главного калибра линкоров начального периода Второй мировой войны (1941 год) | Характеристики башен главного калибра линкоров начального периода Второй мировой войны (1941 год) |
| Орудие                                                                                            | 15″/42 Mark I                                                                                     | 16″/45 Mark I                                                                                     | 14″/45 Mark VII                                                                                   | 38 cm/52 SK C/34                                                                                  | 380 мм/45 Model 1935                                                                              | 381 мм/50 Model 1934                                                                              | 16″/45 Mark 6                                                                                     | 16″/50 Mark 7                                                                                     | 40 см/45 Type 03                                                                                  | 40 cm/45 Type 94                                                                                  |
| ------------------------------------------------------------------------------------------------- | ------------------------------------------------------------------------------------------------- | ------------------------------------------------------------------------------------------------- | ------------------------------------------------------------------------------------------------- | ------------------------------------------------------------------------------------------------- | ------------------------------------------------------------------------------------------------- | ------------------------------------------------------------------------------------------------- | ------------------------------------------------------------------------------------------------- | ------------------------------------------------------------------------------------------------- | ------------------------------------------------------------------------------------------------- | ------------------------------------------------------------------------------------------------- |
| Страна                                                                                            | Великобритания                                                                                    | Великобритания                                                                                    | Великобритания                                                                                    | Германия                                                                                          | Франция                                                                                           | Италия                                                                                            | США                                                                                               | США                                                                                               | Япония                                                                                            | Япония                                                                                            |
| Корабль                                                                                           | «Худ»                                                                                             | «Нельсон»                                                                                         | «Кинг Джордж V»                                                                                   | «Бисмарк»                                                                                         | «Ришельё»                                                                                         | «Литторио»                                                                                        | «Вашингтон»                                                                                       | «Айова»                                                                                           | «Нагато»                                                                                          | «Ямато»                                                                                           |
| Количество стволов                                                                                | 2                                                                                                 | 3                                                                                                 | 4                                                                                                 | 2                                                                                                 | 4                                                                                                 | 3                                                                                                 | 3                                                                                                 | 3                                                                                                 | 2                                                                                                 | 3                                                                                                 |
| Скорострельность на ствол, выстрелов/мин                                                          | 2                                                                                                 | 1,5                                                                                               | 2                                                                                                 | 2,3—3                                                                                             | 1,2—2,2                                                                                           | 1,3                                                                                               | 2                                                                                                 | 2                                                                                                 | 1,5—2,5                                                                                           | 1,5-2                                                                                             |
| Угол возвышения стволов, °                                                                        | −3/+30                                                                                            | −3/+40                                                                                            | −3/+40                                                                                            | −5/+30                                                                                            | −5/+35                                                                                            | −5/+35                                                                                            | -2..0 /+45                                                                                        | -2..0 /+45                                                                                        | /+43                                                                                              |                                                                                                   |
| Масса вращающейся части, т                                                                        | 894                                                                                               | 1504                                                                                              | 1557                                                                                              | 1052                                                                                              | 2476                                                                                              | 1595                                                                                              | 1460                                                                                              | 1728 -1735                                                                                        | 1020                                                                                              | 2774                                                                                              |
| Скорость вращения горизонтальная, °/с                                                             | 2                                                                                                 | 4                                                                                                 | 2                                                                                                 | 5                                                                                                 | 5                                                                                                 | 6                                                                                                 | 4                                                                                                 | 4                                                                                                 | 3                                                                                                 | 2                                                                                                 |
| Скорость подъёма стволов, °/с                                                                     | 5                                                                                                 | 10                                                                                                | 8                                                                                                 | 6                                                                                                 | 5,5                                                                                               | 6                                                                                                 | 12                                                                                                | 12                                                                                                | 5                                                                                                 | 8                                                                                                 |
| Внутренний диаметр барбета, м                                                                     | 9,3                                                                                               | 11,43                                                                                             | 12,19                                                                                             | 10                                                                                                | 13,3                                                                                              | 13,19                                                                                             | 11,35                                                                                             | 11,35                                                                                             |                                                                                                   |                                                                                                   |
| Бронирование башен, мм                                                                            |                                                                                                   |                                                                                                   |                                                                                                   |                                                                                                   |                                                                                                   |                                                                                                   |                                                                                                   |                                                                                                   |                                                                                                   |                                                                                                   |
| Лоб                                                                                               | 381                                                                                               | 406                                                                                               | 324                                                                                               | 360                                                                                               | 430                                                                                               | 350                                                                                               | 406                                                                                               | 432+68                                                                                            | 356                                                                                               | 650                                                                                               |
| Борт                                                                                              | 305                                                                                               | 228                                                                                               | 224                                                                                               | 220                                                                                               | 300                                                                                               | 200                                                                                               | 249                                                                                               | 241                                                                                               | 200                                                                                               | 250                                                                                               |
| Крыша                                                                                             | 127                                                                                               | 184                                                                                               | 149                                                                                               | 130                                                                                               | 195                                                                                               | 150—200                                                                                           | 178                                                                                               | 184                                                                                               | 230—250                                                                                           | 270                                                                                               |
| Барбет                                                                                            | 305                                                                                               | 381                                                                                               | 305—343                                                                                           | 340                                                                                               | 405                                                                                               | 350                                                                                               | 373—406                                                                                           | 234—439                                                                                           | 305                                                                                               | 560                                                                                               |
| Бронирование корабля, мм                                                                          |                                                                                                   |                                                                                                   |                                                                                                   |                                                                                                   |                                                                                                   |                                                                                                   |                                                                                                   |                                                                                                   |                                                                                                   |                                                                                                   |
| Палуба                                                                                            | 51+76                                                                                             | 171                                                                                               | 136                                                                                               | 80+95                                                                                             | 170+40                                                                                            | 45+150                                                                                            | 37+140                                                                                            | 37+147                                                                                            | 145                                                                                               | 200—230                                                                                           |
| Борт                                                                                              | 305                                                                                               | 356                                                                                               | 381                                                                                               | 320                                                                                               | 330                                                                                               | 70+280                                                                                            | 305(15°)                                                                                          | 307(19°)                                                                                          | 305                                                                                               | 410(20°)                                                                                          |